# Rodrigo Ávila
Rodrigo Ávila (* 25. Juni 1964 in San Salvador) ist ein salvadorianischer Politiker der konservativen Alianza Republicana Nacionalista (ARENA).

## Leben
Bei der Präsidentenwahl am 15. März 2009 trat Ávila, Parteivorsitzender der ARENA, gegen Mauricio Funes von der linksgerichteten Ex-Guerilla Frente Farabundo Martí para la Liberación Nacional (FMLN) an. Nach vorläufigen Ergebnissen konnte Funes 51 % der Stimmen für sich gewinnen, woraufhin Ávila die Niederlage der seit 20 Jahren regierenden ARENA eingestehen musste.